# 오스트레일리아 의회의사당

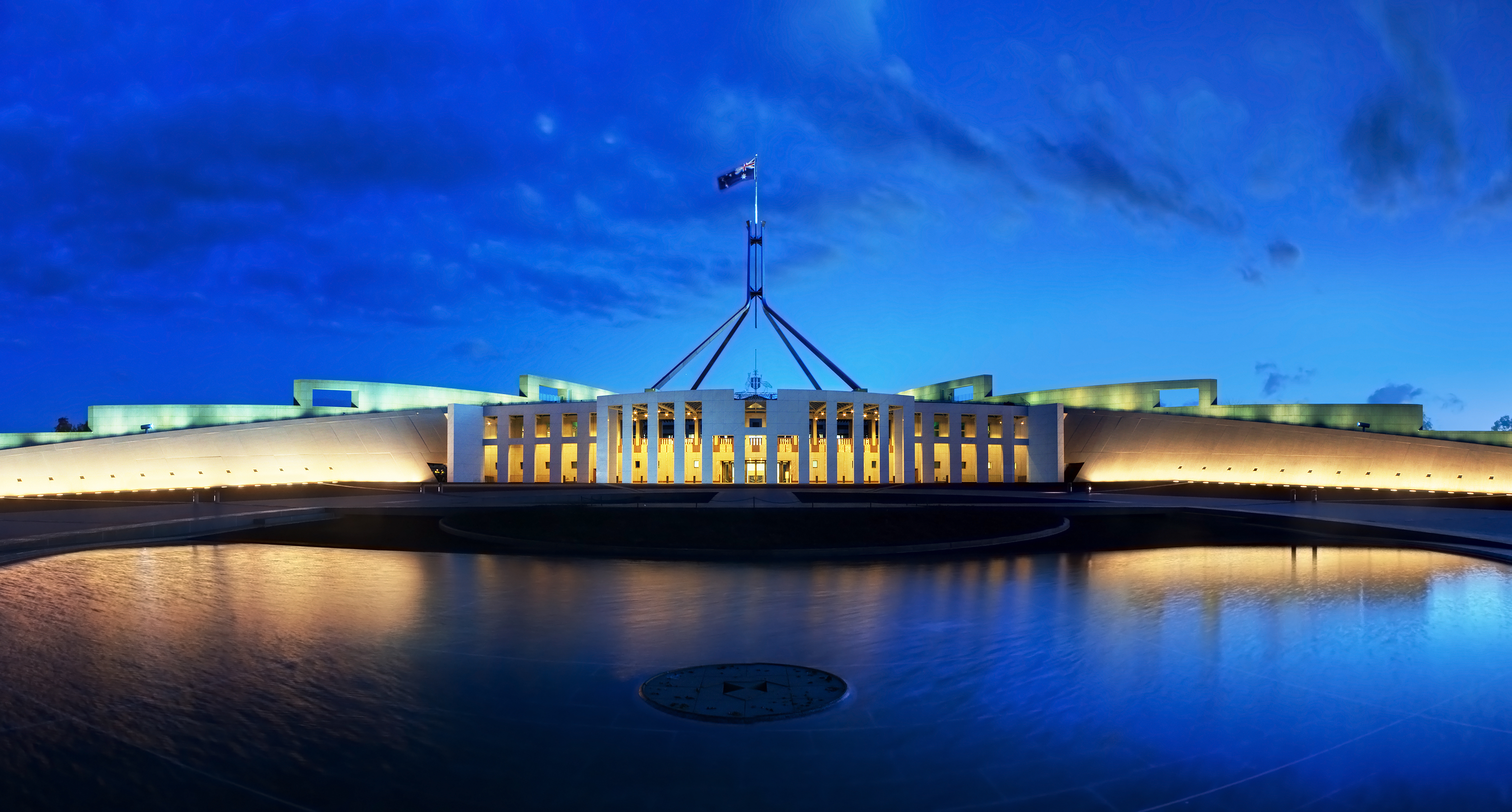
1988년에 준공된 새 오스트레일리아 의회의사당

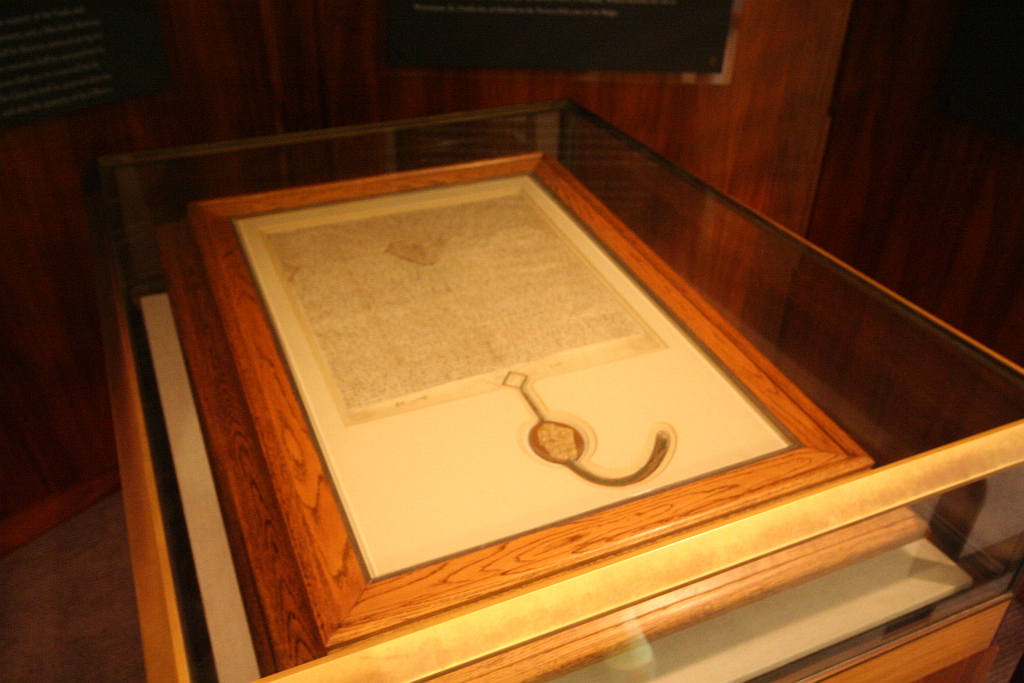
마그나 카르타 1297년판이 전시되어 있다

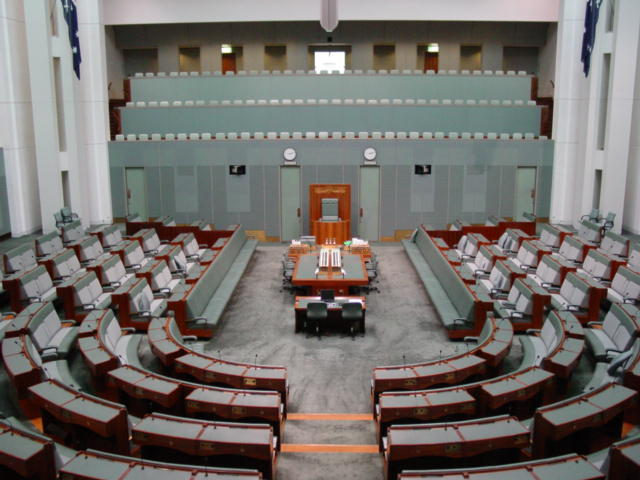
하원 의사당 모습

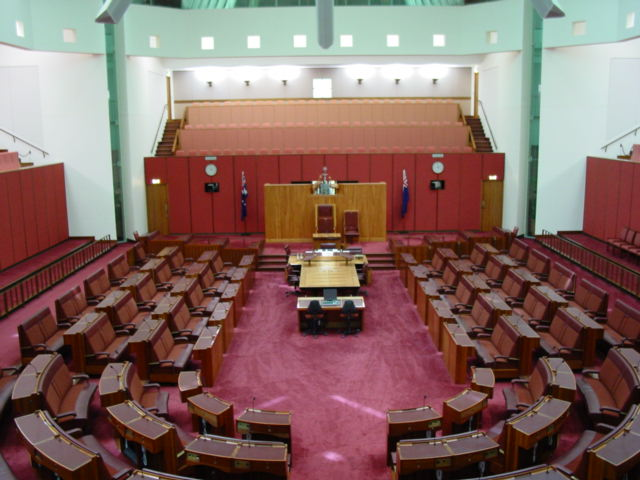
상원 의사당 모습

오스트레일리아 의회의사당(Parliament House, 팔라먼트하우스)은 오스트레일리아의 수도 캔버라에 위치해 있다. 오스트레일리아 의회가 열리는 장소이다. 오스트레일리아의 랜드마크 중의 하나이다.
11억 오스트레일리아 달러를 들여, 1981년에 기공하여 1988년에 준공했다. 1927년 이전에는 멜버른 팔라먼트하우스에서, 1927년부터 1988년까지는 캔버라에 위치한 올드 팔라먼트하우스에서 의회가 개최되었다.
오스트레일리아의 5달러 지폐에는 새 의사당 건물이 그려져 있다. 영국의 식민지였던 오스트레일리아는 미국, 영국과 같은 영미법계 국가로서, 같은 양원제를 채택하고 있다. 의회의사당에는 하원 의사당과 상원 의사당이 모두 갖춰져 있다.

## 같이 보기
- 멜버른 팔라먼트하우스 - 1927년까지 사용
- 올드 팔라먼트하우스 - 1927년부터 1988년까지 사용